# 双斑隆胎鳚
雙斑隆胎鳚（學名：Emblemaria biocellata），為輻鰭魚綱鳚形目煙管鳚科隆胎鳚屬的一種，分布於西大西洋委內瑞拉及法屬圭亞那海域，深度10至30公尺，本魚體延長，頭短鈍，無刺，吻部有2條光滑的縱脊，口腔頂部前側各有一排牙齒，眼上有1條觸鬚，鼻孔有短鬚，無側線、無鱗片，背鰭硬棘22枚、背鰭軟條14-15枚，雄魚背鰭前部呈帆狀，第5硬棘最長，臀鰭硬棘2枚、臀鰭軟條22枚，雄魚體深褐色，身體上部有9個深色斑塊，雌性體淺棕色，體上部有9個深色斑點，頭部有圓形黑斑，背鰭前部有斜深色橫帶，第4至6硬棘間有2個深色眼斑，沿尾鰭有5個橫帶，體長可達3.8公分，棲息在礁石區，通常躲在海綿中，以浮游動物為食，雌魚產附著性卵，由雄魚守護魚卵，生活習性不明。